# Ausschlagrost
Der Ausschlagrost (Synonym: Trennrost  oder auch Schwingrost) ist eine Bezeichnung für eine Vorrichtung in der Gießereitechnik.
Mit diesem Rost wird der Sand (Formstoff) vom Guss und dem Formkasten getrennt. Durch vertikale Schwingbewegungen leert sich der Kasten unter Schlag- oder Rüttelwirkung. Dabei fällt der Sand durch die Öffnungen im Rostgitter und die oben liegenden entsandeten Gussstücke können dem Rost entnommen werden. Die Beschickung der Roste erfolgt zumeist mit Kran oder Schaufellader. Der ausgeschlagene Sand wird dem Produktionsprozess durch eine nachgeschaltete Formstoffregenerierungsanlage als „Regenerat“ erneut zugeführt.

## Anwendungen
Ausschlagroste werden in der Gießereiindustrie sowohl für kleine Fertigungsstückzahlen in Einzelrostausführung als auch für große Stückgewichte in Mehrfachrost eingesetzt und erreichen Rostoberflächen bis zu 40 m2. Die Roste können je nach Ausführung bis zu 80 t Stückgewicht tragen.